# 姬達·塔拉勒王妃
姬達·塔拉勒（英語：Ghida Talal，1963年7月11日—）是约旦塔拉勒·賓·穆罕默德王子的妻子，出生于黎巴嫩的首都貝魯特。 王妃婚前名為：姬達·薩拉姆（Ghida Salaam），來自黎巴嫩的政治家族，是家中長女。她現在約旦侯賽因國王癌症基金會（King Hussein Cancer Foundation）的理事會主席。
王妃早年在貝魯特接受教育，其後前往美國乔治城大学的埃德蒙·A·沃尔什外交服务学院學習，並以優異成績獲得了雙學位。畢業後她分別在倫敦、貝魯特及阿根廷擔任記者。1991年，她搬到約旦居住並和塔拉勒·賓·穆罕默德王子（侯赛因国王的姪子）結婚；王妃直至1999年侯赛因国王去世前一直均擔任国王新聞祕書。姬達王妃和丈夫育有三名兒女：侯賽因王子（1999年出生）及在2001年出生的雙胞胎穆罕默德王子及拉嘉公主。